# Joca (político)
Jorge Júlio Costa dos Santos, ou simplesmente Joca, (Vassouras, 1 de março de 1947 — Rio de Janeiro, 20 de junho de 1995) foi um político brasileiro e o primeiro prefeito de Belford Roxo, após a sua emancipação da cidade de Nova Iguaçu.
Era pai do dublador Ronaldo Júlio. 

## Carreira
Foi eleito com mais de 76 mil votos no município. Na época, ele começava a se despontar como um dos principais políticos da Baixada Fluminense. Em 20 de junho de 1995, quando ia para uma reunião com o então governador Marcello Alencar foi assassinado com 11 tiros, a poucos metros do Palácio Guanabara. Joca estava em seu carro, acompanhado do então prefeito de São João de Meriti, Adilmar Arcênio, o Mica, que nada sofreu.
Em depoimento, Mica afirmou que o veículo, um Tempra, de propriedade de Joca, onde ambos se encontravam, estava parado quando um homem armado bateu no vidro e anunciou um assalto. Em seguida, o carro teria dado um solavanco, e o suposto assaltante atirou. Mica fugiu, e afirmou que Joca, armado, teria tentado reagir. A hipótese de assalto foi logo questionada pelas autoridades durante a investigação. Posteriormente, dois menores de 16 anos foram apontados como os assassinos.
O enterro de Joca causou bastante comoção, e uma fila de aproximadamente dois quilômetros se formou em seu velório.
Sua sucessão foi bastante tumultuada, uma vez que Ricardo Gaspar, seu vice-prefeito, havia sido eleito deputado estadual, e assumido o mandato parlamentar no início daquele ano. Chegou a assumir a prefeitura por 45 dias, mas foi judicialmente retirado do mandato, e substituído por Mair Rosa, então presidente da Câmara Municipal, até 1997. Posteriormente, sua viúva, Maria Lúcia do Santos, foi eleita prefeita por duas vezes.

## Legado
Após sua morte Joca passou à condição de uma importante figura para a história da cidade. O dia de sua morte tornou-se feriado municipal. Foram considerados como parte de seu legado o hino do município e o pórtico de entrada da cidade. O coração estilizado, marca de sua administração, acabou também virando um símbolo do município, estando presente inclusive em monumentos da cidade. Por conta disso, Belford Roxo ficou conhecida como "cidade do amor".
A principal unidade de saúde do município, inaugurada posteriormente à sua morte, em 1998, foi nomeada como Hospital Municipal Jorge Julio Costa dos Santos, e ficou conhecido como "Hospital do Joca".
A partir da eleição de Wagner dos Santos Carneiro, o "Waguinho", em 2016, a prefeitura de Belford Roxo passou a promover o desmonte de símbolos que remetessem a Joca. O pórtico inaugurado por Joca foi demolido, juntamente com a Praça Getúlio Vargas, onde havia a Bica da Mulata e o Monumento à Bíblia. Em todos esses locais públicos, havia a imagem do coração estilizado criado durante a administração de Joca. O hospital que levava o nome de Joca, após meses fechado, foi reinaugurado com outro nome: Hospital Municipal de Belford Roxo. O feriado do Dia do Joca e o hino do município também foram modificados.